# Artemisia nova
Artemisia nova là một loài thực vật có hoa trong họ Cúc. Loài này được A.Nelson mô tả khoa học đầu tiên năm 1900.